# Cot Tikuh
Cot Tikuh är en kulle i Indonesien.   Den ligger i provinsen Aceh, i den västra delen av landet, 1 700 km nordväst om huvudstaden Jakarta. Toppen på Cot Tikuh är 148 meter över havet.
Terrängen runt Cot Tikuh är kuperad åt sydväst, men åt nordost är den platt.Runt Cot Tikuh är det ganska tätbefolkat, med 160 invånare per kvadratkilometer. Närmaste större samhälle är Reuleuet, 4,9 km öster om Cot Tikuh. I omgivningarna runt Cot Tikuh växer i huvudsak städsegrön lövskog.